# GRB 080319B
GRB 080319B est un sursaut gamma (GRB) remarquable détecté par le satellite Swift à 6 h 12 (UTC), le 19 mars 2008. L'explosion a établi un nouveau record de l'objet le plus lointain pouvant être vu à l'œil nu. Il a atteint une magnitude apparente maximum de 5,8 et est théoriquement demeuré visible à l'œil humain pendant approximativement une trentaine de secondes. La magnitude  a même dépassé 9 pendant une soixantaine de secondes.

## Généralités

Vu d'artiste pour l'ESO du sursaut gamma GRB 080319B.

Le décalage vers le rouge a été mesuré à 0,937, ce qui signifie que l'explosion s'est produite il y a approximativement 7,5 milliards d'années (7,5×109), et il a fallu tout ce temps pour que la lumière produite à l'occasion de cet évènement parvienne jusqu'à la Terre, à la vitesse de 300 000 km/s. C'est à peu près la moitié de la durée écoulée depuis le Big Bang. La première publication scientifique publiée sur l'évènement suggérait que le GRB aurait aisément pu être visible avec un redshift de 16 (essentiellement à l'âge précis de l'Univers où les étoiles étaient en formation, bien après l'âge de la réionisation) à partir d'un télescope de moins d'un mètre équipé de filtres pour l'infrarouge proche.
L'éclat lumineux de l'explosion a établi un nouveau record de « l'objet le plus intrinsèquement brillant jamais observé par l'œil humain dans l'univers », 2,5 millions de fois plus éclatant que la supernova la plus brillante à ce jour.
Des signes suggèrent que l'éclat particulièrement brillant provenait du fait que la focalisation du jet de rayon gamma s'alignait exactement avec la ligne de visée depuis la Terre. Ceci a permis un examen de la structure du jet lumineux sans précédent, qui est apparu comme constitué d'un premier cône étroitement focalisé, secondé d'un second cône plus large. Si c'est la norme pour les jets des GRB, il s'ensuit que la majeure partie des détections des GRB ne capteraient que le cône le plus large, donc le plus faible, ce qui signifie que la plupart des GRB éloignés sont trop faibles pour être détectés avec les télescopes actuels. Ceci impliquerait que les GRB sont des phénomènes beaucoup plus courants qu'on ne l'estimait jusqu'ici.
Lors de cette même occasion, le record du nombre de GRB observé par un même satellite dans la même journée (soit quatre), a aussi été établi. Le sursaut a été baptisé avec le suffixe B puisqu'il constituait la seconde explosion observée ce jour-là. En réalité, il y eut cinq GRB détectés sur une période de 24 heures, en comptant le GRB 080320.
Jusqu'à cet évènement, la Galaxie du Triangle, à la distance approximative de 2,9 millions d'années-lumière (environ 2 500 fois plus proche de la Terre que le lieu où s'est produit le GRB) était l'objet le plus éloigné visible à l'œil nu. Elle demeure cependant l'objet le plus éloigné visible de façon permanente sans aide.
Il a rapidement été suggéré que ce spectacle soit baptisé l'évènement de Clarke, puisqu'il s'est produit juste quelques heures après l'annonce du décès du célèbre auteur de science-fiction Arthur C. Clarke.
Le schéma ci-dessous montre la brillance du GRB à la fois dans l'optique et dans les énergies supérieures. La première exposition optique a démarré à peu près deux secondes avant la première observation de la source par le télescope de Swift et a duré 10 secondes. L'émission dans les deux gammes d'ondes se courbe puis atteint un pic vers à peu près 60 secondes avant une lente décroissance exponentielle.